# Teseo Taddia
Teseo Taddia (ur. 20 kwietnia 1920 w Bondeno, zm. 23 grudnia 1982 w Mediolanie) – włoski lekkoatleta, młociarz, medalista mistrzostw Europy z 1950.
Zajął 6. miejsce w rzucie młotem na mistrzostwach Europy w 1946 w Oslo. Na igrzyskach olimpijskich w 1948 w Londynie zajął 7. miejsce w tej konkurencji.
Zdobył srebrny medal w rzucie młotem na mistrzostwach Europy w 1950 w Brukseli, przegrywając tylko ze Sverrem Strandlim z Norwegii.
Zajął 10. miejsce na igrzyskach olimpijskich w 1952 w Helsinkach. Na mistrzostwach Europy w 1954 w Bernie również był dziesiąty.
Zwyciężył w nieoficjalnych igrzyskach śródziemnomorskich w 1949 w Stambule, a także w oficjalnych igrzyskach w 1951 w Aleksandrii i w igrzyskach w 1955 w Barcelonie.
Czternaście razy był mistrzem Włoch w rzucie młotem w latach 1939, 1941–1943, 1945, 1947–1951 i 1953–1956.
Dziewięciokrotnie poprawiał rekord Włoch do wyniku 59,17 m (8 października 1950 w Mediolanie).